# Bandiera del Botswana
La bandiera del Botswana è stata adottata il 30 settembre 1966.
La bandiera è azzurra, con una banda orizzontale nera bordata di bianco al centro. L'azzurro simboleggia l'acqua, in particolare la pioggia, e deriva dal motto presente sullo stemma del Botswana, Pula che in lingua tswana significa "che piova!". La banda bianca e nera simboleggia l'armonia razziale.

## Galleria d'immagini

L'Union Jack fu la bandiera ufficiale del Botswana fino al 1966.
Bandiera del Botswana Defence Force
Insegna del Botswana Defence Force Air Wing
Coccarda del Botswana Defence Force Air Wing